# L'Enracinement
L'Enracinement, Prélude à une déclaration des devoirs envers l'être humain, est un ouvrage de la philosophe française Simone Weil, publié en 1949 par Albert Camus dans la collection « Espoir » qu'il dirigeait chez Gallimard. Le manuscrit est demeuré sinon inachevé, en tout cas non révisé. Comme tous les livres de Weil, il a été publié à titre posthume. Il s'agit, avec les Réflexions sur les causes de la liberté et de l'oppression sociale, de l'œuvre philosophique la plus importante de Weil.

## Contexte historique
Simone Weil conçoit le Prélude à une déclaration des devoirs envers l'être humain dans le cadre des services de la France libre. Elle avait écrit en juillet 1942 à Maurice Schumann, ancien camarade d'Henri-IV, alors porte-parole de la France libre, afin d'être intégrée à l'équipe. Schumann intervient en sa faveur auprès d'André Philip, commissaire à l’Intérieur, qui la fait venir ; elle arrive à Londres en décembre 1942. Elle est nommée rédactrice et travaille sous la direction de Philip, qui a rejoint de Gaulle en 1942, et de Francis-Louis Closon, arrivé à l'été 1941,. La commission au sein de laquelle ils exercent leurs activités a été créée en décembre 1941 par René Cassin pour réfléchir à la France de l'après-guerre. D'après Camus, le général de Gaulle avait demandé « un rapport sur les possibilités de redressement de la France » et souhaitait pour la Libération une nouvelle déclaration des droits de l'homme. Le travail de la commission aboutira, indépendamment de celui accompli par Weil, à la publication d’une Déclaration le 14 août 1943. Cassin, qui poursuivra ce projet à l’ONU après la guerre, deviendra l'un des principaux rédacteurs de la Déclaration universelle des droits de l’homme adoptée en 1948. Il fut l’un des premiers à appuyer de Gaulle et l’avait rejoint à Londres dès juin 1940. Les réflexions de Simone Weil, toutefois, ont pris une direction différente : en désaccord avec les orientations de la France libre, notamment à propos du rôle joué par de Gaulle, elle démissionne en juillet 1943.
Comme la plupart des textes de Weil, à l'exception des Cahiers auxquels elle confie ses réflexions métaphysiques, et des lettres ou des articles sur des questions religieuses destinés à ses correspondants ou à des revues, le Prélude est dicté par des événements historiques et politiques, qui sont pour elle l'occasion d'un questionnement philosophique. Le Prélude, mieux connu sous le titre L'Enracinement, fait partie d'un ensemble de textes rédigés durant les derniers mois de sa vie, en Angleterre, entre décembre 1942 et août 1943 – la rédaction de L'Enracinement étant concentrée entre janvier et avril 1943. Parmi ces textes, « La Personne et le sacré » et « Luttons-nous pour la justice ? » constituent, avec le préambule intitulé « Étude pour une déclaration des obligations envers l'être humain », des développements philosophiques inséparables du « grand œuvre ». D'autres textes gravitant autour de L'Enracinement, également importants d'un point de vue politique, historique et philosophique, sont écrits durant cette période prolifique. Le préambule, tout particulièrement, sert d'introduction à L'Enracinement, dont il établit le fondement philosophique à partir de la notion de bien absolu ou total.
Bien qu'une partie de l'ouvrage aborde les solutions spécifiques qui s'appliquaient principalement à la France dans les années 1940, la majeure partie traite de problèmes sociaux, politiques et culturels généraux et présente donc un intérêt philosophique et politique global et durable. Cet intérêt est souligné dans les préfaces de la traduction anglaise et des éditions françaises de L'Enracinement. Le poète et critique Thomas S. Eliot écrit en effet que « ce livre appartient à la catégorie des prolégomènes à la politique que les politiciens lisent rarement et que la plupart d'entre eux ne comprendraient pas et ne sauraient pas appliquer. De tels ouvrages n'influencent pas la conduite contemporaine des affaires publiques : pour les hommes et les femmes déjà engagés dans cette carrière et rompus au jargon politique, ils arrivent toujours trop tard. Il s'agit de l'un de ces livres qui devraient être étudiés par les jeunes avant qu'ils n'en aient plus le loisir et que leur capacité de réflexion soit anéantie par les campagnes électorales et les assemblées parlementaires ; des livres dont l'effet, on peut l'espérer, se fera sentir dans l'attitude d'esprit d'une autre génération ». Florence de Lussy (d) affirme pour sa part qu'« il possède un caractère prémonitoire évident quant au désarroi et aux inconséquences de notre temps. Il est urgent de le lire ». L'édition de L'Enracinement dans les Œuvres complètes de Simone Weil comporte deux avant-propos. Dans le premier, Patrice Rolland (d), après avoir expliqué la nature des rapports de Simone Weil avec la France libre, présente L'Enracinement comme un projet ayant une dimension à la fois politique et patriotique, tandis que Robert Chenavier, dans le second, insiste sur l'aspect spirituel de ce projet.

## Résumé
L'Enracinement comporte trois parties. La première prend la forme d'un prélude, c'est-à-dire de considérations préalables à une déclaration des devoirs envers l'être humain, conformément au titre de l'ouvrage. La deuxième est un essai théorique sur la nature et les causes du déracinement et les possibilités d'enracinement d'un peuple. Enfin, la troisième consiste en une réflexion qui rassemble les principales idées philosophiques que Weil a développées dans d'autres textes sur la religion, la science, l'histoire et la politique. Elle envisage aussi les conditions d'un possible réenracinement de la France après la guerre.
Dans la première partie, Weil rectifie la perspective de la Déclaration des droits de l'homme et du citoyen de 1789 en insistant sur la préséance des devoirs sur les droits. Elle explique le sens de la notion d'obligation et expose les principaux besoins de l'âme qu'il importe de combler. Le dernier besoin, l'enracinement, donne lieu à des développements qui l'éloignent de son propos initial, d'abord centré sur la clarification de la notion d'obligation et la description des besoins de l'âme.
Dans la seconde partie, Weil détermine les causes du malaise culturel, social et spirituel qui, selon elle, affecte la civilisation du XXe siècle, en particulier en Europe, mais aussi dans le reste du monde, en articulant son argumentation à partir des notions de déracinement et d'enracinement. Le déracinement y est défini comme un état quasi universel résultant de la destruction des liens avec le passé et de la dissolution du sens de la communauté. Weil analyse les failles du monde moderne et la décomposition de la société contemporaine sous ses trois aspects successifs du déracinement ouvrier, du déracinement paysan et du déracinement relatif à la nation, et précise ensuite les conditions à remplir pour que les peuples puissent à nouveau se sentir enracinés, au sens culturel et spirituel du terme, dans leur milieu, dans le passé et dans les perspectives d'avenir.
Dans la dernière partie, Weil déborde du domaine politique et s'engage dans une réflexion métaphysique et religieuse sur les sources d'inspiration d'un peuple. Elle traite notamment des courants culturels et spirituels qu'il convient d'alimenter pour que les gens aient accès à des ressources qui puissent les aider à mener une vie épanouie, moralement bonne. Elle étudie également les conditions d'une réintégration harmonieuse de l'homme dans la société qui sera issue de la Libération ; entre autres, elle envisage de faire rayonner dans l'enseignement de l'histoire « l'esprit de vérité, de justice et d'amour » et de donner, dans l'éducation et la culture des Français, une part prépondérante « à l'art roman, au chant grégorien, à la poésie liturgique et à l'art, à la poésie, à la prose des Grecs de la bonne époque. Là on peut boire à flots de la beauté absolument pure à tous égards ».
L'une des idées principales de Weil, qui n'apparaît cependant qu'en quelques passages cruciaux de l'ouvrage, est la nécessité de reconnaître la nature spirituelle du travail : la forme que doit prendre la grandeur authentique n'est pas celle de la conquête, qui n'en est qu'une mauvaise imitation, un « ersatz » selon le mot de Weil, mais celle d'« une civilisation constituée par une spiritualité du travail ». Une telle civilisation « serait le plus haut degré d'enracinement de l'homme dans l'univers ». Elle présente le travail manuel comme l'activité la plus apte à développer une vie spirituelle, à la fois ancrée dans le réel et reliée au divin : « il est facile de définir la place que doit occuper le travail physique dans une vie sociale bien ordonnée. Il doit en être le centre spirituel ». Sa réflexion s'appuie notamment sur son expérience d'ouvrière en usine durant l'année 1935 et de travailleuse agricole à différentes périodes de sa vie. L'Enracinement constitue ainsi l'aboutissement d'une longue recherche, puisque Weil tenta tout au long de sa vie d'élucider la notion de travail, qu'elle considérait comme la seule idée originale de l'Occident depuis les Grecs.

## Analyse
Weil propose dans L'Enracinement une philosophie morale et politique qui aborde tous les aspects vitaux de l'existence humaine ; elle y traite notamment du bien, de l'obligation et du déracinement en tant que problème social, politique et moral pour l'être humain. Elle explique également ce qu'elle entend par la notion d'enracinement et définit les conditions qui rendent possible, pour une société et les individus qui la composent, d'être enracinés.

### La notion de bien absolu
Le fondement de l'obligation morale est l'exigence de bien absolu qui réside en chaque être humain, présent de tout temps dans la « conscience universelle », comme le prouvent les textes les plus anciens conservés par l'humanité. Weil explique en effet dans le préambule à L'Enracinement que le bien habite au cœur de l'homme indépendamment des faits qui se manifestent dans un monde matériel qui semble récuser toute transcendance. Les références à la notion d'un bien transcendant, renvoyant au texte du préambule, sont fréquentes dans L'Enracinement.
La nécessité et les rapports de force sont le principe d'action des choses dans le monde. Le bien est quant à lui le ressort proprement humain de l'action morale ; il n'est pas question pour Weil de nier sa réalité. Il existe en effet, selon elle, des réalités dont on ne peut refuser l'existence, qui sont absolument irréductibles ; la justice, le bien ou la beauté sont de telles réalités. La beauté du monde, par exemple, est le signe que quelque chose résiste à l'épreuve de n'importe quel doute ou désespoir, et nous renvoie à « notre désir du bien ». Il en va de même pour le bien dont sont capables les hommes, du moins ceux qu’on dit être des saints ou des sages, ou simplement ceux qu'on appelle « les hommes de bonne volonté », qui ne cessent de surprendre par leur bonté et leur générosité même les plus sceptiques ou les plus pessimistes détracteurs de l'espèce humaine.
Les êtres humains croient vouloir toutes sortes de biens relatifs se trouvant dans le monde. En fait, ce qu'ils veulent vraiment, le monde ne peut pas le leur offrir directement. Car ce qu'ils veulent n'est pas de ce monde, ne se rencontre pas ici-bas : le bien véritable « ne trouve jamais aucun objet en ce monde ». Ce que les hommes désirent par-dessus tout, c'est le Bien total, absolu, et pourtant « inconnu », dont la beauté du monde, les œuvres d'art authentiquement belles et les actions que l'on dit belles, bonnes ou sages sont le reflet ou la manifestation dans la réalité matérielle.
Weil parle de « cette exigence d'un bien absolu » ou « de bien total » comme d'« une réalité située hors du monde, c'est-à-dire hors de l'espace et du temps, hors de l'univers mental de l'homme, hors de tout le domaine que les facultés humaines peuvent atteindre ». La seule façon de saisir ce bien, d'accéder à cette réalité, c'est par l'attention et l'amour, lesquels rendent possible l'accomplissement de l'obligation dans les faits. Weil situe ainsi la préexistence de toute obligation morale dans la transcendance du bien qui s'incarne universellement en chaque être humain. « Il y a hors de cet univers, au-delà de ce que les facultés humaines peuvent saisir, une réalité à laquelle correspond dans le cœur humain l'exigence de bien total qui se trouve en tout homme. De cette réalité découle tout ce qui est bien ici-bas. C'est d'elle que procède toute obligation ».

### La notion d'obligation

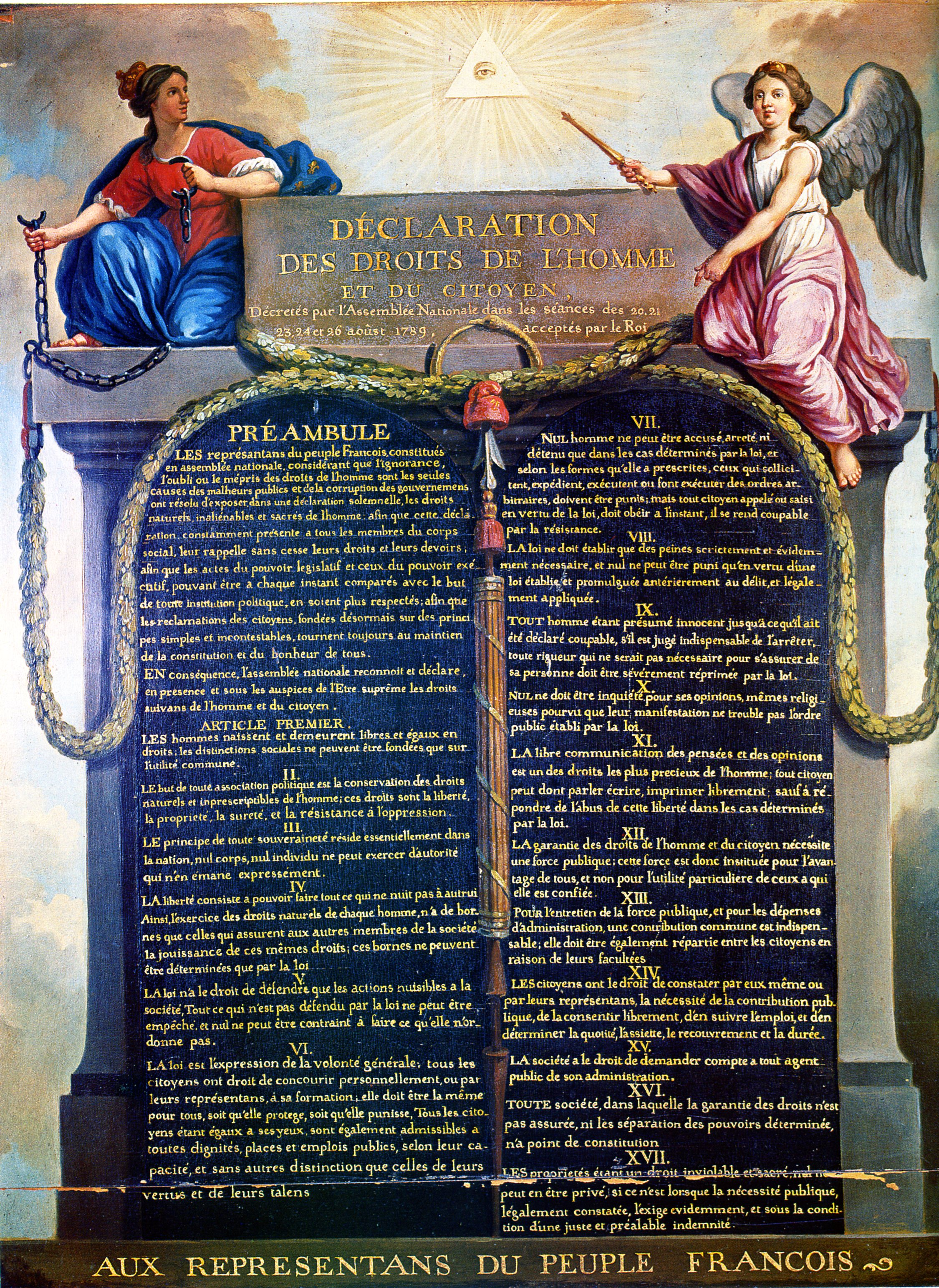
Déclaration des droits de l'homme et du citoyen de 1789

Le Prélude débute par une clarification des rapports entre les obligations et les droits. Weil déclare que les obligations sont plus fondamentales que les droits, car un droit n'a de sens que dans la mesure où les autres remplissent leur obligation de le respecter. Ainsi, contrairement à la Déclaration de 1789 qui pose d'une part des droits et d'autre part des devoirs, Weil établit que la notion de droit dépend directement, pour exister, de celle d'obligation. Un homme « seul dans l'univers », par exemple, aurait certes des devoirs envers lui-même, mais « aucun droit », puisqu'il n'y aurait personne ni pour enfreindre ni pour respecter un tel « droit ». Les droits ne sont pas « efficaces » par eux-mêmes ; ils sont « subordonnés et relatifs » aux obligations. Autrement dit, le droit naît de l'obligation ; dès lors, la loi des hommes doit procéder des devoirs pour faire exister les droits.
Weil pense que les acteurs de la Révolution française se sont trompés en fondant leur idée d'une société nouvelle sur la notion de droit plutôt que sur celle d'obligation ; un idéal politique inspiré par les obligations aurait été préférable en ce qu'il aurait permis d'éviter les abus et les violences dérivant du non respect des droits pendant la Révolution elle-même. Weil affirme que si les droits sont soumis à des conditions variables, l'obligation quant à elle est « inconditionnée » et « éternelle » ; elle est indépendante « de toutes conditions », ne repose « sur aucune convention » et se situe « au-dessus de ce monde », liant tous les êtres humains et s'appliquant à tous sans exception. Les actes concrets que les obligations imposent d'accomplir peuvent toutefois varier en fonction des circonstances. L'obligation la plus fondamentale consiste à subvenir aux besoins essentiels d'autrui, ceux du corps et de l'âme.
Weil appuie ses idées sur les besoins de l'âme en mentionnant que les civilisations, chrétienne et égyptienne notamment, ont soutenu des conceptions morales similaires tout au long de l'histoire, en particulier sur l'obligation d'aider ceux qui souffrent de la faim. Selon Weil, le devoir de nourrir les affamés, aisé à comprendre par tout être humain, devrait servir de modèle pour les autres besoins de l'âme. Elle fait également une distinction entre les besoins physiques, énumérant au passage, outre la nourriture, « la protection contre la violence, le logement, les vêtements, la chaleur, l'hygiène, les soins en cas de maladie », et les besoins non physiques qui concernent l'aspect moral et spirituel de l'existence. Ces deux types de besoins sont vitaux et la privation de ceux-ci fait tomber l'individu « dans un état plus ou moins analogue à la mort ».
Weil parle ensuite du rôle des collectivités. Elle affirme que les obligations ne lient pas les collectivités comme telles, mais les individus qui les composent. Les collectivités doivent être respectées, non pas pour elles-mêmes, mais parce qu'elles servent de « nourriture » à des « âmes humaines ». Les collectivités qui, au contraire, « mangent les âmes » ou « ne les nourrissent pas », autrement dit qui sont nuisibles ou inutiles, doivent être réformées ou éliminées.

### Les besoins de l'âme
L'obligation fondamentale qui engage chaque homme envers tous les autres est celle « de satisfaire aux besoins terrestres de l'âme et du corps de chaque être humain autant qu'il est possible ». Weil établit donc une liste des besoins de l'âme, tout en précisant qu'elle peut être révisée et améliorée. « Les besoins d'un être humain sont sacrés. Leur satisfaction ne peut être subordonnée ni à la raison d'État, ni à aucune considération soit d'argent, soit de nationalité, soit de race, soit de couleur, ni à la valeur morale ou autre attribuée à la personne considérée, ni à aucune condition quelle qu'elle soit ».
Le reste de la première partie est divisé en sections traitant des besoins essentiels de l'âme. Là où le corps a besoin « de nourriture, de sommeil et de chaleur », l'âme a besoin d'ordre mais aussi de liberté, d'obéissance et de responsabilité, d'égalité mais aussi de hiérarchie, d'honneur et de châtiment, de sécurité mais aussi de risque, de propriété privée et de propriété collective, de liberté d'opinion et de vérité. Parmi ces besoins, Weil parle notamment de « l'obéissance consentie », seule légitimité de tout pouvoir politique. Elle explique que la plupart de ces besoins peuvent être regroupés en couples d'opposés et qu'ils sont mieux satisfaits lorsqu'un équilibre est trouvé, permettant aux deux besoins d'être comblés à tour de rôle. Par exemple, on a besoin de moments de repos, de détente ou de sommeil, mais aussi de périodes de travail, de loisir ou d'activité ; un état ne peut être maintenu de façon prolongée ou permanente sans produire un déséquilibre. Une communauté où tous les besoins essentiels sont satisfaits est « un milieu vivant, chaleureux, plein d'intimité, de fraternité et de tendresse ».

#### L'ordre
L'ordre est présenté comme « le premier besoin de l'âme ». Weil définit l'ordre comme une organisation de la société qui minimise les situations où l'on doit choisir entre des obligations incompatibles.

#### La liberté
La liberté est décrite comme la capacité et la possibilité de faire des choix signifiants. Les sociétés doivent inévitablement avoir des règles, en vue du bien commun, qui restreignent la liberté dans une certaine mesure et limitent les choix. Weil soutient que ces règles ne diminuent pas la liberté d'une personne si elles remplissent certaines conditions ; si leur objectif est facile à comprendre et qu'elles ne sont pas trop nombreuses, qu'elles sont « raisonnables et assez simples », les individus matures et de bonne volonté ne trouveront pas ces règles oppressives ou injustifiées. La liberté peut donc être « limitée dans les faits » et pourtant « totale dans la conscience ». Par exemple, l'habitude de ne pas manger de choses dégoûtantes ou dangereuses n'est pas une atteinte à la liberté, sauf pour l'enfant qui n'est pas raisonnable. Les seules personnes qui se sentiraient limitées par de telles règles sont qualifiées par Weil de « puériles » ; elles ne pourront jamais se sentir libres dans aucun état de la société, même si aucune règle, aucune limitation ne leur était imposée, car leur volonté est soumise non à la raison, mais au caprice. Dans une telle situation d'absence presque totale de contrainte ou d'obstacle à la volonté, les individus deviennent puérils, irresponsables ou indifférents ; l'absence de balises ou de direction produit chez eux de l'ennui et une insensibilité face au sort des autres, ou le sentiment d'être accablés de responsabilités mal définies, par crainte de nuire à autrui.

#### L'obéissance
L'obéissance est définie comme un besoin essentiel de l'âme, à condition qu'elle découle d'un accord et non d’une contrainte, autrement dit qu’elle soit librement consentie. L'obéissance motivée par la peur des sanctions ou le désir de récompense n'est que servilité et n'a aucune valeur. Les individus doivent pouvoir accepter en toute liberté de suivre des règles ou d'obéir aux ordres d'un chef. Weil explique qu'il est important que la structure sociale soit ordonnée selon un but commun, dont l'essence peut être saisie par tous, afin que chacun puisse reconnaître le sens et la valeur des règles ou des ordres qui constituent cette structure.

#### La responsabilité
Weil affirme que chacun a besoin de se sentir utile, voire indispensable aux autres. Un individu devrait idéalement pouvoir prendre des décisions d’une certaine importance dans sa vie privée et avoir l'occasion de faire preuve d'initiative en effectuant un travail. Selon elle, le chômeur est privé de ce besoin. Weil estime que pour les personnes au caractère assez fort, ce besoin s'étend à la nécessité d'assumer un rôle de chef pendant au moins une partie de leur vie, et qu'une vie communautaire florissante offrira suffisamment d'occasions à chacun de commander aux autres à son tour.

#### L'égalité
L'égalité est un besoin essentiel lorsqu'elle est définie comme la reconnaissance que chacun a droit à un respect égal en tant qu'être humain, quelles que soient ses différences ou ses caractéristiques individuelles. Selon Weil, une société devrait idéalement comporter un équilibre entre l'égalité et les inégalités propres aux différences ou aux caractéristiques individuelles. S'il doit y avoir une mobilité sociale ascendante et descendante, si les enfants ont des chances vraiment égales de progresser sur la base de leurs seules capacités, toutes les personnes qui ont un emploi subalterne pourraient être considérés comme étant dans cette situation en raison de leurs propres lacunes, ce qui peut affecter la perception qu'elles ont d'elles-mêmes. Weil propose donc un autre principe d'égalité pour corriger celui de la mobilité ou de l'égalité des chances. Une organisation sociale idéale impliquerait que les personnes qui prennent des décisions et qui commandent soient soumises à des normes de conduite plus élevées que celles qui ne jouissent pas d'un tel pouvoir ; en particulier, un crime commis par un employeur à l'encontre de ses employés devrait être puni beaucoup plus sévèrement qu'un crime commis par un employé à l'encontre de son employeur. Les personnes occupant un poste dans la haute fonction publique seraient conscientes de leurs responsabilités et des risques qu'elles encourent en cas de manquement ou de faute de leur part, ce qui éviterait d'y attirer celles qui n'y recherchent que le prestige, la notoriété ou le pouvoir.

#### La hiérarchie
Weil insiste sur l'importance d'un système hiérarchique dans lequel on ressent de la dévotion envers ses supérieurs, non pas en tant que personnes, mais en tant que symboles. La hiérarchie représente l'ordre d'un royaume transcendant et permet à l'individu de s'adapter à sa place d'un point de vue moral et social.

#### L'honneur
L'honneur est le besoin d'un respect particulier qui s'ajoute au respect qui est nécessairement dû à tout être humain. L'honneur, chez un individu, est lié à la manière dont sa conduite répond à certains critères, qui varient en fonction du milieu social dans lequel il vit et de son occupation. Le besoin d'honneur est d'autant mieux satisfait que les personnes peuvent participer à une tradition noble commune. Pour qu'une profession réponde à ce besoin, il faut qu'elle s'exerce au sein d'une association ou d'une collectivité capable de « conserver vivant le souvenir des trésors de grandeur, d'héroïsme, de probité, de générosité, de génie, dépensés dans l'exercice de la profession ».

#### Le châtiment
Deux types de punitions nécessaires sont examinés. Les sanctions disciplinaires contribuent à renforcer la bonne conscience de l'individu, en lui apportant un soutien extérieur dans sa lutte contre le vice, contre les faiblesses de son caractère. Le deuxième type de punition, le plus essentiel, est le châtiment pénal. Weil considère que commettre un crime place l'individu en dehors de la chaîne des obligations qui forment une société ordonnée, de sorte que la punition est essentielle pour réintégrer l'individu légitimement dans la société.

#### La liberté d'opinion
Weil estime qu'il est essentiel que les gens soient libres d'exprimer n'importe quelle opinion ou idée. Elle conseille toutefois d'éviter d'exprimer des points de vue négatifs ou controversés dans la partie des médias qui est chargée de façonner l'opinion publique. Chaque individu doit assumer la responsabilité de ses paroles, et donc s'abstenir de conseiller quoi que ce soit sans être une autorité compétente. Quelqu'un qui donne un avis public ou propage de fausses informations et se trompe doit être averti, réprimandé ou puni.

#### La sécurité
La sécurité est décrite comme l'absence de peur et de terreur, sauf dans des circonstances brèves et exceptionnelles. La peur permanente provoque une quasi paralysie de l'âme.

#### Le risque
Weil affirme que le risque, dans une juste mesure, peut être suffisant pour protéger l'individu d'une espèce d'ennui préjudiciable et lui apprendre à gérer la peur de manière appropriée, mais pas au point de le faire sombrer dans l'anxiété constante d'un danger.

#### La propriété privée
Weil écrit que l'âme souffre d'un sentiment d'isolement si elle est privée d'objets qui lui appartiennent et qui peuvent servir de prolongement au corps. Elle conseille que, dans la mesure du possible, les gens puissent posséder leur propre habitation ou logement ainsi que les outils de leur métier.

#### La propriété collective
Le besoin de propriété collective est satisfait lorsque les gens, des plus riches aux plus pauvres, ont un sentiment partagé de propriété et de jouissance des bâtiments publics, des terrains et des événements.

#### La vérité
Weil affirme que le besoin de vérité est le plus sacré de tous les besoins. Il est compromis lorsque les gens n'ont pas accès à des sources d'information fiables et exactes. Comme les travailleurs n'ont souvent pas le temps de vérifier ce qu'ils lisent dans les livres et les médias, les auteurs qui introduisent des erreurs évitables doivent être tenus pour responsables. La propagande devrait être interdite et les personnes qui mentent délibérément dans les médias devraient être passibles de sanctions sévères.

#### L'enracinement
Weil conçoit le déracinement comme un état dans lequel les personnes n'ont pas de liens profonds et vivants avec leur milieu. Les personnes déracinées n'ont pas de liens avec le passé et n'ont pas le sentiment d'occuper une place à part entière, signifiante, dans le monde. Le déracinement a de nombreuses causes, dont deux des plus puissantes sont la conquête d'une nation par des étrangers et l'influence croissante de l'argent, qui tend à corroder la plupart des autres formes de motivation. Les facteurs de déracinement sont en effet la conquête militaire, qui engendre les guerres, la conquête culturelle (Simone Weil prédit le déracinement auquel les États-Unis d'après-guerre soumettront l'Europe) et le pouvoir de l'argent, c'est-à-dire la domination économique des riches et puissants, qui sont aussi déracinés que les moins nantis, l'argent, le prestige et le pouvoir remplaçant chez eux la culture, les traditions et le lien social. Outre la conquête et l'argent, Weil estime qu'un autre « poison » propage la maladie du déracinement : « l'instruction telle qu'elle est conçue aujourd'hui ». Elle parle d'une culture moderne avant tout technique ou purement utilitaire, coupée du sens de la destinée humaine, où la réussite aux examens est une motivation comme les « sous » pour les ouvriers. C'est une forme d'instruction qui n'est pas enracinée dans la vie réelle ; sa visée n'est pas la connaissance en soi, elle sert une fin autre qu'elle même, se réduisant à l'obtention d'un emploi rémunérateur ou d'un poste prestigieux. Au fond, c'est encore le statut social qui est recherché, plutôt que la connaissance ou la vérité.

### Le déracinement en milieu urbain
Weil se penche sur la condition ouvrière, plus précisément sur le déracinement ouvrier, une situation qui l'a préoccupée toute sa vie. Elle affirme que dans la France du XXe siècle et ailleurs, la condition de déraciné est la plus avancée dans les villes, en particulier parmi les travailleurs les moins bien payés qui sont totalement dépendants de l'argent pour subvenir à leurs besoins de base. Il s'agit principalement des ouvriers qui sont payés au nombre de pièces fabriquées, ce qui les pousse à tenter de maintenir un rythme de production insoutenable. Les manœuvres qui réparent la machinerie sont dans une situation à peine meilleure, car ils subissent la pression des patrons pour veiller à ce que les machines fonctionnent à leur plein rendement dans les usines. Weil écrit que leur déracinement est si grave que c'est en fait comme s'ils avaient été bannis de leur propre pays puis réintégrés temporairement sous contrainte, forcés par des employeurs oppressifs à consacrer presque toute leur attention à des tâches pénibles pour obtenir un maigre salaire à la pièce. Pour les citadins pauvres sans travail, la situation est encore pire, le chômage étant décrit comme « un déracinement à la deuxième puissance ».
Le fossé qui s'est creusé depuis la Renaissance entre la culture des élites et l'ignorance des masses est un autre facteur de déracinement. L'éducation n'a plus qu'un effet limité sur la création de racines, c'est-à-dire sur l'enracinement de la culture dans le passé et la tradition, car l'enseignement universitaire a perdu son lien avec ce monde et plus encore avec l'autre, cette autre réalité décrite dans le préambule comme correspondant à « l'exigence de bien absolu » qui réside dans « le cœur de tout homme ». De nombreux universitaires sont devenus obsédés par les études, non parce qu'ils sont animés d'un pur désir de connaître, mais parce qu'elles servent à atteindre le prestige et à entretenir leur image sociale.
Weil explique que le déracinement est un état qui se propage de lui-même, donnant à ce titre l'exemple des Romains et des Allemands après la Première Guerre mondiale, qu'elle voit comme des personnes déracinées qui ont entrepris de déraciner les autres. Car qui est enraciné ne déracine pas les autres. Weil estime que les pires exemples d'une conduite condamnable chez les Espagnols et les Anglais pendant l'ère coloniale étaient le fait d'aventuriers qui n'avaient pas de liens profonds avec la vie de leur propre pays ; ainsi, ils ne pouvaient faire autrement que déraciner les autres peuples. La gauche et la droite comptent toutes deux des poignées de militants qui veulent que la classe ouvrière s'enracine à nouveau, mais une partie de la gauche ne se rend pas compte qu'elle veut au fond que tout le monde soit réduit au même niveau de déracinement que les prolétaires, tandis que la majeure partie de la droite veut que les travailleurs restent déracinés pour mieux pouvoir les exploiter. La désunion empêche les militants bien intentionnés d'avoir vraiment de l'effet.
Un autre facteur qui entrave les efforts de réforme est la tendance de la nature humaine à ne pas prêter attention au malheur. Elle explique comment les syndicats consacrent souvent l'essentiel de leur énergie à défendre les intérêts particuliers de travailleurs déjà relativement bien lotis, négligeant les plus défavorisés, qui sont aussi les plus opprimés, tels que les jeunes, les femmes et les travailleurs immigrés.
Weil propose diverses mesures pour lutter contre le déracinement ouvrier. Selon elle, il n'y a pas grand-chose à faire pour les adultes déracinés, mais il est peut-être possible de sauver la génération suivante. L'une de ses premières suggestions est d'éliminer le choc psychologique subi par les jeunes travailleurs lorsqu'ils passent de l'école, où les figures d'autorité se soucient de leur bien-être, au monde du travail, où ils ne plus que « de simples rouages vivants au service des machines », car s'y opposent « ceux qui disposent de la machine et ceux dont la machine dispose ». Un autre mal à corriger est l'exclusion des travailleurs d'une participation créative aux activités et au développement de leur entreprise.
Les machines devraient être conçues en tenant compte des besoins des travailleurs, et pas seulement des exigences d'une production rentable. Weil suggère que si les gens ont une initiation appropriée au travail lorsqu'ils sont enfants, alors qu'ils ont tendance à considérer le lieu de travail comme un monde mystérieux réservé aux adultes, leur future expérience du travail « serait éclairé de poésie pour toute la vie ».
Weil affirme que de nombreuses plaintes des travailleurs découlent de situations obsédantes créées par la détresse et les tensions, et que la meilleure façon de réagir n'est pas de tenter d'apaiser ces obsessions en ignorant leur cause mais de remédier à la détresse et aux tensions sous-jacentes ; toutes sortes de problèmes dans la société disparaissent alors simplement.
Des réformes de l'éducation seraient également nécessaires. Selon Weil, il est beaucoup plus simple qu'on ne le pense d'offrir aux travailleurs une culture de haut niveau sous une forme qu'ils peuvent assimiler. Il n'est pas nécessaire d'essayer de leur faire avaler de gros volumes de littérature ou de philosophie, car un peu de vérité pure éclaire l'âme tout autant que beaucoup de vérité pure. Les relations entre les différents thèmes éducatifs et la vie quotidienne telle qu'elle est vécue par les travailleurs doivent être explorées. Sans édulcorer la haute culture, ses vérités doivent être exprimées dans un langage qui ait un sens pour eux, dans leur quotidien et leur travail.
Weil affirme que pour abolir le déracinement urbain, il sera essentiel d'établir des formes de production industrielle et de culture où les travailleurs pourront se sentir chez eux, et elle discute des différentes réformes qu'elle pense pouvoir conseiller à la France pour sa reconstruction après la guerre et pour la régénération culturelle, morale et spirituelle de sa population.

### Le déracinement en milieu rural
Le travail aux champs, en dehors des villes, n'échappe pas au déracinement. Weil écrit que, bien que la « maladie » ne soit pas aussi avancée dans les campagnes que dans les villes, les besoins des paysans devraient recevoir la même attention que ceux des travailleurs industriels : d'abord parce qu'« il est contre nature que la terre soit cultivée par des êtres déracinés » et ensuite parce que l'une des causes de la détresse des paysans est le sentiment que les mouvements progressistes les ignorent au profit des travailleurs industriels. En ce sens, le déracinement paysan « n'est pas moins grave » que le déracinement ouvrier.
Un paysan a notamment besoin de posséder une terre, ce qui est important pour qu'il se sente enraciné. L'ennui peut être un problème, car de nombreux paysans font le même travail tout au long de leur vie, à partir de l'âge de quatorze ans environ. Weil suggère d'instaurer une tradition selon laquelle les jeunes paysans prendraient quelques mois pour voyager à la fin de leur adolescence, à l'instar du Tour de France qui existait autrefois pour les apprentis artisans. Ceux qui le souhaitent devraient également pouvoir reprendre leurs études pendant un an ou deux.
Les communautés rurales requièrent des méthodes d'enseignement différentes de celles des villes. L'enseignement religieux devrait être adapté à la campagne, en mettant l'accent sur les scènes pastorales de la Bible. La science doit être présentée en termes de grands cycles naturels, tels que l'énergie du soleil captée par la photosynthèse, concentrée en graines et en fruits, passant dans l'homme et retournant ensuite partiellement dans le sol lorsqu'il dépense de l'énergie pour travailler la terre. Weil écrit que si les paysans ont à l'esprit des idées scientifiques et religieuses bien adaptées pendant qu'ils travaillent dans les champs, ils apprécieront davantage la beauté de la nature ; une telle pensée « envelopperait le travail de poésie ».
Dans les dernières pages de cette section, Weil s'attarde sur son thème central, à savoir que la grande vocation de notre époque est de créer une civilisation qui reconnaisse la nature spirituelle du travail. Elle établit d'autres parallèles entre les mécanismes spirituels et les mécanismes physiques, en se référant aux paraboles de la Bible concernant les semences et leur croissance, puis en discutant de notre compréhension scientifique de la manière dont les plantes atteignent la surface en consommant l'énergie de leurs graines, puis poussent vers le haut en direction de la lumière. Elle suggère que des parallèles similaires pourraient être établis pour les travailleurs urbains. Selon elle, si les idées spirituelles et scientifiques convergent dans l'acte de travail, alors même la fatigue associée au labeur peut être transformée et devenir « la douleur qui fait pénétrer au centre même de l'être humain la beauté du monde ».
Weil déplore la tendance du monde de l'éducation à former les travailleurs de manière qu'ils ne réfléchissent intellectuellement que pendant leurs heures de loisir. Elle affirme que si les idées, dans leur complexité, ne doivent pas faire l'objet d'une attention consciente lorsque les travailleurs sont occupés à leurs tâches, elles doivent pourtant toujours être présentes en arrière-plan. Weil présente le cas de deux femmes occupées à la couture, l'une étant une heureuse future mère, l'autre une prisonnière. Alors que toutes deux sont occupées par les mêmes problèmes techniques, la femme enceinte n'oublie jamais la vie qui grandit en elle, tandis que la prisonnière vit sans cesse dans la crainte d'une punition. Selon Weil, l'ensemble du problème social se reflète dans les attitudes contrastées de ces femmes. Elle évoque les deux principales formes de grandeur, la fausse grandeur fondée sur la conquête du monde et la vraie grandeur, laquelle est intérieure et purement spirituelle.
Comme toute idée qui ait une quelconque valeur, la promotion de l'union du travail et de la spiritualité doit se faire avec prudence, afin d'éviter qu'elle ne soit discréditée par le cynisme et la suspicion, et donc impossible à mettre en œuvre. Mais Weil suggère qu'elle n'aurait pas besoin d'être excessivement valorisée par les autorités, car elle constituerait une solution au problème que tout le monde se pose, à savoir le manque d'équilibre créé par le développement rapide de la science, qui ne s'est pas accompagné de progrès social ou spirituel. Elle suggère également que la reconnaissance de la dimension spirituelle du travail pourrait être se produire dans toutes les couches de la société, de sorte que le mouvement pourrait rallier tout le monde. En effet, il n'a aucune raison de ne pas être accueilli favorablement par les progressistes aussi bien que par les conservateurs, et même par les communistes athées, car certaines citations de Marx déplorent justement le manque de spiritualité dans le monde du travail capitaliste. Ainsi, personne ne peut raisonnablement s'opposer à l'idée que le travail ait une dimension spirituelle.

### Le déracinement relativement à la nation
Weil regrette que la nation soit devenue la seule forme de collectivité accessible à la plupart des gens et encore partiellement enracinée. Elle évoque le déracinement d'institutions moins ou plus grandes que la nation, telles que la chrétienté, la vie régionale et locale, ou encore la famille. En ce qui concerne la famille, par exemple, pour la plupart des gens, elle s'est contractée pour se limiter au noyau de l'homme, de la femme et des enfants. Les frères et sœurs sont déjà un peu éloignés, et rares sont ceux qui accordent la moindre attention aux parents décédés plus de dix ans avant leur naissance, ou à ceux qui naîtront après leur mort.
Weil examine les problèmes particuliers qui affectent les Français, lesquels résultent de leur histoire unique : la haine des rois et la méfiance à l'égard de toute forme d'autorité centrale, dues à la succession des rois, pour la plupart cruels, qui ont suivi Charles V ; la tendance instiguée par Richelieu, qui a vu l'État « aspirer toutes les formes de vie » des institutions régionales et locales ; la méfiance à l'égard de la religion, causée par le fait que l'Église s'est rangée du côté de l'État ; le réveil de l'esprit ouvrier après la révolution, anéanti par le massacre de 1871 ; l'aversion pour tout engagement qui s'est produite après la Première Guerre mondiale, parce que, pendant la guerre, le peuple français s'était dépensé au-delà des énergies limitées qu'il pouvait tirer de ses sentiments patriotiques amoindris.
Différents problèmes liés au patriotisme sont abordés : certains n'ont aucun patriotisme, tandis que pour d'autres, le patriotisme est une motivation trop faible pour les exigences de la guerre. Un autre problème est que, pour certains, le patriotisme est fondé sur une fausse conception de la grandeur, sur le succès de la nation dans la conquête des autres peuples ; ce type de patriotisme peut conduire les populations à fermer les yeux sur les torts que leur pays a pu infliger. Weil suggère que la forme idéale de patriotisme devrait être basée sur la compassion. Elle compare les sentiments souvent antagonistes, altérés par l'orgueil, résultant d'un patriotisme inspiré par la grandeur, à la chaleur d'un patriotisme fondé sur un tendre sentiment de pitié et sur la conscience qu'une nation est en fin de compte fragile et périssable. Un patriotisme fondé sur la compassion permet de continuer à voir les défauts de son pays, tout en restant toujours prêt à faire le sacrifice ultime.

### La notion d'enracinement: inspiration et action politique
La fin de l'ouvrage est consacrée aux méthodes susceptibles d'inspirer un peuple et de l'orienter vers le bien, et à la manière dont une nation peut être encouragée à renouer avec ses racines. Weil explique que l'essor de la méthode scientifique a laissé croire aux gens que le seul domaine susceptible d'un développement rigoureux et efficace était celui des techniques s'appliquant au monde matériel, et ils ont commencé à penser qu'il n'y avait pas de méthode rigoureuse et efficace pour aborder et résoudre les questions spirituelles. Elle affirme cependant que tout dans l'univers dépend de la méthode, en prenant pour exemple la méthode conseillée par Jean de la Croix dans le domaine de la vie spirituelle, qui n'est pas moins exacte et précise que celle de la science.
Inspirer une nation est donc une tâche qui doit être entreprise avec méthode. Pour ce faire, il faut à la fois éveiller les gens quant à l'existence du bien et leur donner la motivation nécessaire pour qu'ils aient l'énergie ou le goût de faire l'effort d'atteindre ce bien. Ainsi, la méthode pour inspirer une nation s'articule autour de l'action publique des autorités comme moyen d'éducation. Il s'agit là, écrit Weil, d'une idée très difficile à saisir, car depuis la Renaissance au moins, l'action publique a été presque uniquement un moyen d'exercer le pouvoir et non d'éduquer.
Weil énumère cinq façons dont l'action publique peut servir à éduquer une nation : en suscitant des espoirs et des craintes par des promesses et des menaces ; par la suggestion ; par l'expression officielle de pensées non exprimées auparavant et déjà présentes dans l'esprit des gens ; par l'exemple ; par les modalités de l'action et des organisations conçues pour une telle éducation.
Weil estime que si les deux premières méthodes sont bien comprises et déjà utilisées, elles ne conviennent pas pour insuffler l'inspiration à un peuple, car elles se réduisent à la propagande, voire à la terreur. Les trois autres méthodes pourraient être beaucoup plus efficaces, mais à l'heure actuelle (c'est-à-dire en 1943), aucune administration n'a suffisamment d'expérience en la matière. La troisième méthode, bien qu'elle ne soit pas sans similitudes superficielles avec le pouvoir suggestif de la propagande, peut, dans des circonstances appropriées, être un outil extrêmement efficace pour éduquer au bien. Weil constate que les autorités de la résistance française ont une rare opportunité d'inspirer leur peuple car, bien que leurs actions aient un caractère officiel, elles ne sont pas les véritables autorités de l'État et n'éveillent donc pas le cynisme que les Français nourrissent traditionnellement à l'égard de leurs dirigeants.
Quatre obstacles qui rendent difficile d'inspirer un peuple et de l'orienter vers le bien authentique sont identifiés. Tout d'abord, une fausse conception de la grandeur, fondée sur le prestige de la puissance et de la conquête. Weil estime que la France était essentiellement motivée par le même sentiment exalté de grandeur que celui qui animait Hitler. Les autres obstacles sont l'idolâtrie de l'argent, un sens dégradé de la justice et un manque d'inspiration religieuse. Seuls les premier et dernier problèmes, soit la notion de grandeur et l'inspiration religieuse, sont abordés en détail.
Weil affirme qu'avant le XVIe siècle environ, la religion et la science étaient unies dans la recherche de la vérité, mais qu'elles se sont séparées et sont devenues mutuellement hostiles, la religion étant souvent la perdante pour l'opinion publique. Elle suggère que la religion et la science pourraient se réconcilier si l'esprit de vérité était insufflé dans l'une et l'autre ; malgré les affirmations contraires de certains scientifiques, la soif de vérité n'est pas une motivation courante en science. À titre d'exemple, elle évoque l'habitude des mathématiciens qui obscurcissent délibérément les preuves de leurs découvertes, montrant qu'ils sont motivés par l'esprit de compétition et le désir d'être reconnus comme supérieurs à leurs pairs. Weil affirme que l'objet véritable et le plus élevé de la science est la beauté du monde.
Dans les dernières pages du livre, Weil revient à son propos sur la spiritualité du travail, affirmant que le travail physique est spirituellement supérieur à toutes les autres formes de travail ou d'activités humaines, qu'il s'agisse de l'art de gouverner, des techniques, de la pratique des arts ou des sciences.

## Éditions
La première édition (Paris, Gallimard, coll. Espoir, 1949, 256 p.) reçut pour titre L'Enracinement et fut divisée en trois parties : les besoins de l'âme, le déracinement et l'enracinement. La plupart des rééditions et des traductions reprennent ce titre et ces divisions, qui ne sont pas de Simone Weil ; c'est le cas des éditions de poche, chez Gallimard, dans les collections « Idées » (1973) puis « Folio essais » (1990, 384 p.). Le titre Prélude à une déclaration des devoirs envers l'être humain, inscrit à la première page du manuscrit, fut jugé « commercialement mauvais » et il fut décidé « d'insérer des sous-titres pour orienter le lecteur ». Dans les éditions qui respectent le déroulement du manuscrit (Gallimard, 2013 et Flammarion, 2014), l'ouvrage, qui est accompagné du préambule, s'ouvre sur une première section, non titrée, portant sur la notion d'obligation et les besoins de l'âme, suivie de trois autres sections intitulées « Déracinement ouvrier », « Déracinement paysan » et « Déracinement et nation ».
L'édition de référence est celle des Œuvres complètes (t. V, vol. 2) de Simone Weil (texte établi, présenté et annoté par Robert Chenavier et Patrice Rolland (d), Paris, Gallimard, 2013, 462 p.). Il existe également une édition de poche qui suit le manuscrit original (texte présenté et annoté par Florence de Lussy (d) et Michel Narcy, Paris, Flammarion, coll. Champs, 2014, 468 p.).

## Réception critique

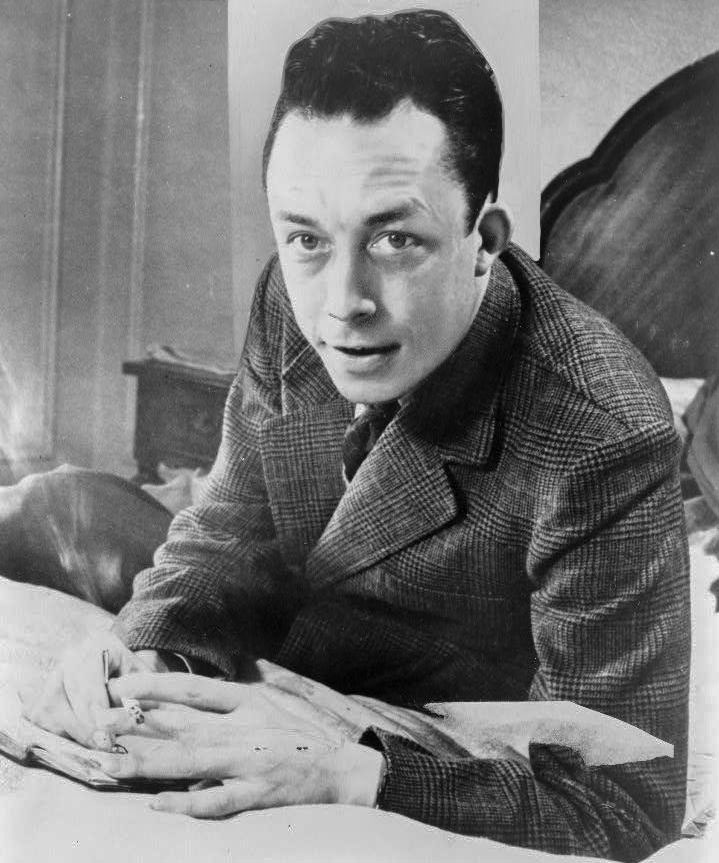
Albert Camus en 1957

### Albert Camus et l'édition de l'œuvre de Simone Weil
Roger Quilliot, premier éditeur des œuvres de Camus dans la Pléiade, précise que ce dernier ne découvrit Simone Weil « qu'au lendemain de la Libération », et qu'il se chargea alors de publier l'essentiel de son œuvre. « Il appréciait son indépendance d'esprit, l'intransigeance qui la poussait à l'engagement total. Il admirait l'agrégée de philosophie qui avait directement vécu, sans réticences comme sans mensonges, la condition de manœuvre ; qui avait rejoint les républicains espagnols, sans rien taire de leurs erreurs ; qui avait refusé le marché noir en pleine Occupation. Elle était l'honnêteté incarnée, se laissant mourir […] pour ne point trahir. Devenue chrétienne enfin, elle refusait toute Église dans un esprit d'universalité ».
Albert Camus s'est en effet montré très enthousiaste à la lecture de Weil, qu'il tenait pour « le seul grand esprit de notre temps ». Lecteur chez Gallimard depuis 1943, il édite les principaux textes de Simone Weil dans la collection « Espoir » qu'il a fondée après la guerre. L'Enracinement fut le premier titre de la philosophe qu'il fit paraître. Entre 1949 et 1968, onze recueils de ses textes les plus importants paraîtront dans cette collection.

### La réception deL'Enracinementen France

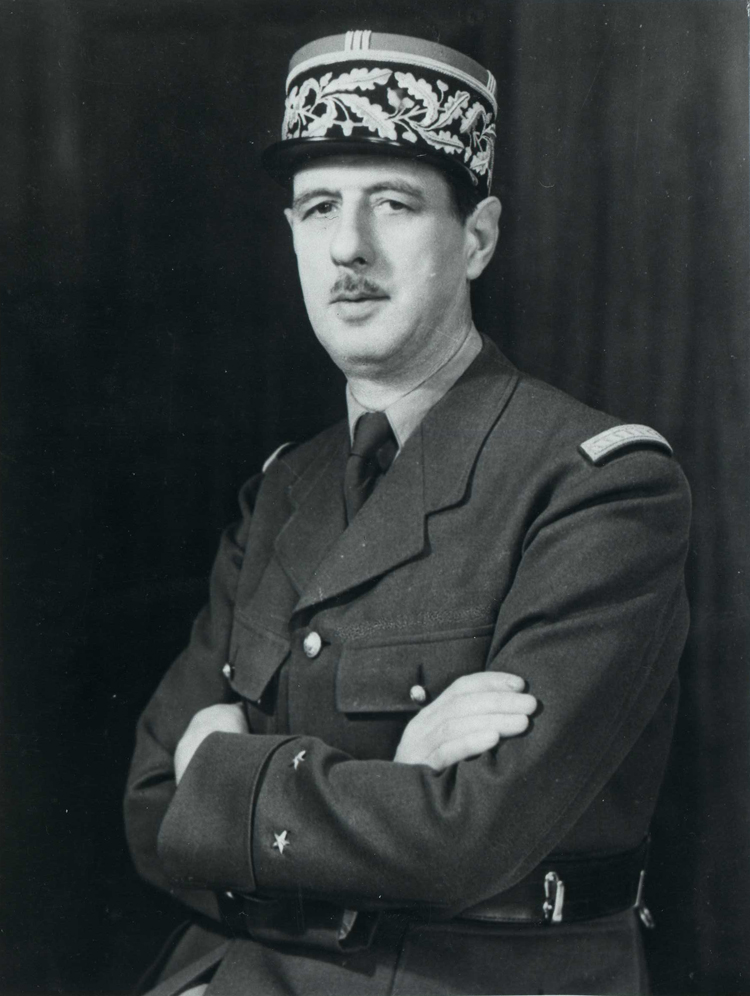
Le général Charles de Gaulle en 1945

Le général de Gaulle, homme d'action accaparé par les opérations militaires et tactiques, ne lut qu'en partie les rapports de Simone Weil et ignora la plupart de ses recommandations. Dans l'ensemble, très peu d'idées de Weil ont été mises en pratique pendant la guerre et dans les années qui l'ont suivie, l'un des rares signes directs de sa possible influence étant qu'une liste des devoirs a été ajoutée à la liste des droits dans la « Déclaration des droits et des devoirs de l'homme et du citoyen » communiquée par la France libre le 14 août 1943. Par ailleurs, Weil ne voyait pas son projet comme étant subordonné à la France libre du général de Gaulle ; elle se montre même critique envers ce mouvement. Elle souhaitait, conformément à ce qu'elle explique dans les pages mêmes de L'Enracinement, que de Gaulle, en tant que chef, et le mouvement lui-même, demeurent symboliques, étant donné que le Général n'avait pas été élu ou mandaté par le peuple français pour en prendre les commandes.
Dans la présentation de L'Enracinement qu'il a rédigée pour le Bulletin de la N.R.F., Albert Camus affirme qu'il s'agit de « l'un des livres les plus lucides, les plus élevés, les plus beaux qu'on ait écrits depuis fort longtemps sur notre civilisation », ajoutant que « ce livre austère, d'une audace parfois terrible, impitoyable et en même temps admirablement mesuré, d'un christianisme authentique et très pur, est une leçon souvent amère, mais d'une rare élévation de pensée ». Il a également écrit, dans un projet de préface auquel il renonça, que « ce livre, l'un des plus importants, à mon sens, qui aient paru depuis la guerre, jette aussi une lumière puissante sur l'abandon où se débat l'Europe. Et il fallait peut-être la défaite, l'hébétude qui l'a suivie et la méditation taciturne que tout un peuple a poursuivie dans les années obscures pour que des idées aussi inopportunes, des jugements qui renversent tant d'idées reçues, qui ignorent tant de préjugés, puissent trouver enfin chez nous leur exact retentissement. […] Il me paraît impossible en tout cas d'imaginer pour l'Europe une renaissance qui ne tienne pas compte des exigences que Simone Weil a définies dans L'Enracinement ».
Le philosophe Michel Alexandre écrit que L'Enracinement fut pour lui une « immense découverte » ; n'hésitant pas à comparer le texte de Weil à ceux de Montaigne, de Descartes et de Rousseau, il affirme qu’« à la deuxième ou troisième lecture […], on a la certitude poignante du génie. Le désespoir se surmonte par une espérance humaine, précise, inébranlable et sans aucun genre d'illusion. […] Cela nous rouvre tout ! ».
Alain, qui fut le professeur de Weil au lycée Henri-IV, note dans son journal qu'il lit « un livre important. C'est L'Enracinement de Simone Weil. Important pour tous et très important pour moi. Je connais cette fille, je l'ai élevée, j'ai déploré sa mort, mais je la déplore moins en pensant qu'elle laisse ce grand livre […]. C'est une analyse complète de la société moderne démocratique et socialiste […]. Je suis heureux. Je comprends le silence de cette terrible fille, qui demeurait pour moi énigmatique ».
Emmanuel Mounier, philosophe à l’origine du personnalisme et fondateur de la revue Esprit, écrit que si le texte de Weil, « destiné à éclairer les dirigeants français de Londres sur le tour à donner à la propagande immédiate et à la rénovation française après la Libération », a fini par être lu par ceux-ci, « on voit sans peine le sourire averti qui dut l'accueillir […]. On ne peut imaginer de texte apparemment moins politique. Aucun qui ne nous induise de façon plus pressante à réfléchir sur ce qui est "politique" et ce qui ne l'est pas, à nous demander s'il n'est pas sur ce sujet un chantage permanent de ceux qui ont goût et intérêt à entretenir une certaine politique comme étant la seule sérieuse. […] Qu’on ne croie pas pour autant trouver dans ce texte posthume un vague discours moral. […] Comment la France, ouvrière, paysanne, nationale, a perdu son âme et sa stabilité fait l'objet d'une remarquable analyse. Si l'on regrette quelques longueurs, il n'est presque pas une page qui soit indifférente, qu'un feu intérieur n'anime et ne colore. Qui a prévu plus exactement les trois menaces de la France d'après-guerre : se livrer au goût du sang, prolonger les facilités de l'indiscipline, s'habituer à la mendicité aux pieds des États riches ? […] De ces analyses aiguës aux pages de première qualité où Simone Weil attaque la conception cornélienne et romaine de la grandeur (qui flottait sans doute déjà dans la France libre) ou bien définit l'esprit de vérité, ce livre eût été signé de ce qu'on appelle un grand nom qu'il eût déjà atteint le prestige ».

### La réception deL'Enracinementdans le monde anglophone

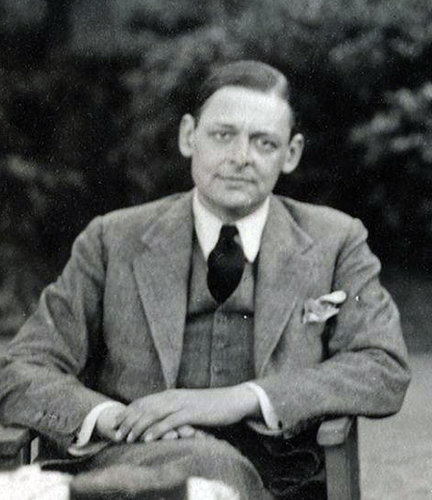
T. S. Eliot en 1934

L'Enracinement a été traduit en anglais dès 1952. Dans sa préface à l'édition anglaise de l'ouvrage, T. S. Eliot a loué le discernement, la mesure et la perspicacité de l'auteure, contre les jugements défavorables qui taxent au contraire les affirmations de Weil d'excessives. Il a également prévenu de toute opinion hâtive sur la valeur de l'œuvre : « je veux d'abord affirmer ma conviction quant à l'importance de l'auteure et de ce livre en particulier ; je veux ensuite mettre en garde le lecteur contre les jugements prématurés et les classifications sommaires, le persuader de tenir en échec ses propres préjugés et en même temps d'être patient avec ceux de Simone Weil. Une fois son œuvre connue et acceptée, un tel avertissement devrait être superflu ». Répondant pour ainsi dire à l'avance à la critique de K. Rexroth, T. S. Eliot écrit qu'« en essayant de la comprendre, nous ne devons pas nous laisser distraire, comme c'est trop souvent le cas lors d'une première lecture, par la question de savoir dans quelle mesure et sur quels points nous sommes d'accord ou non. Il faut simplement s'exposer à la personnalité d'une femme de génie, d'un génie proche de celui des saints ». En ce sens, « l'accord et le rejet sont secondaires : ce qui compte, c'est d'entrer en contact avec une grande âme ». Malgré ses 34 ans, « la maturité de sa pensée sociale et politique est très remarquable », note Eliot. « Je trouve dans ce livre un jugement équilibré, une sagesse qui évite les extrêmes, ce qui est étonnant chez quelqu'un d'aussi jeune ». « Son examen du principe de la monarchie n'est pas l'exemple le moins frappant de sa sagacité, de son équilibre et de son bon sens ; et son bref examen de l'histoire politique de la France est à la fois une condamnation de la Révolution française et un argument puissant contre la possibilité d'une restauration de la royauté. On ne peut la classer ni parmi les réactionnaires ni parmi les socialistes ».
Le poète et critique américain Kenneth Rexroth a émis une opinion défavorable sur le livre et son auteure, écrivant que L'Enracinement « était une collection d'absurdités flagrantes » et « une relique étrange et embarrassante d'un passé trop récent ». Il déplore que Weil ait « abandonné ses idées révolutionnaires » pour se mettre à « rôder devant les portes de l'Église catholique comme un animal sauvage affamé », affirmant tout de même avoir « beaucoup de respect et d'admiration pour toute âme torturée en quête de paix et d'illumination ».
Richard Rees, premier biographe de Weil en anglais, estime que L'Enracinement contient des réflexions philosophiques et des critiques qu'il est indispensable que l'époque actuelle entende et comprenne, ajoutant que Weil en a dit davantage sur les causes du malheur des hommes et les moyens d'y remédier que ce qu'aucun autre écrivain du XXe siècle n'a été capable d'exprimer.
Hannah Arendt a décrit L'Enracinement comme « l'un des ouvrages les plus intelligents et lucides sur son temps »[réf. souhaitée].